# Andrei Karlov
Andrei Gennadyevich Karlov (em russo:  Андрей Геннадьевич Карлов; Moscou, 4 de fevereiro de 1954 – Ancara, 19 de dezembro de 2016) foi um diplomata russo. Foi o embaixador da Rússia na Coreia do Norte de 2001 a 2006 e na Turquia de 2013 até à data em que foi assassinado.  Em 19 de dezembro de 2016, ele foi morto a tiros em uma exposição numa galeria de arte em Ancara. por Mevlüt Mert Altıntaş, um policial turco fora de serviço

## Biografia
Karlov nasceu em Moscou em 4 de fevereiro de 1954. Em 1976, se formou no Instituto Estatal de Relações Internacionais de Moscou. Nesse mesmo ano, ingressou no serviço diplomático.
Em 1992 completou o curso na Academia Diplomática do Ministério das Relações Exteriores russo. Karlov era fluente em coreano e desempenhou diferentes papéis na embaixada da União Soviética na Coreia do Norte entre 1979 e 1984 e de 1986 a 1991, antes de ser embaixador da Rússia no país de 2001 a 2006.
De 2007 a 2009, atuou como diretor adjunto do Departamento Consular do Ministério das Relações Exteriores russo. Foi promovido a diretor do departamento em janeiro de 2009. Foi nomeado embaixador na Turquia em julho de 2013.
Karlov era casado e tinha um filho.

## Assassinato
Em 19 de dezembro de 2016, Andrei Karlov foi morto a tiros por Mevlüt Mert Altıntaş, um policial turco de 22 anos fora de serviço, em uma exposição de arte em Ankara, Turquia.
Um vídeo do ataque mostra o assassino gritando: "Não se esqueçam de Alepo, não se esqueçam da Síria" e "Allahu Akbar" ("Deus é o Maior") enquanto segurava uma arma em uma mão e movendo a outra no ar. O atacante também gritou: "Saiam, saiam! Todos aqueles responsáveis por essa opressão e tortura, pagarão por isso". Mevlüt gritou em árabe e turco. O assassino, vestido com terno e gravata, abriu fogo sobre Karlov à distância, enquanto o embaixador discursava. As imagens do assassinato revelam que o diplomata não teve conhecimento do perigo até as primeiras balas o terem atingido.
O assassinato ocorreu após vários dias de protestos da população turca pelo envolvimento da Rússia na Guerra Civil Síria e pela ofensiva contra a cidade de Alepo, embora os governos russo e turco estivessem negociando um cessar-fogo.